# AirNet Express
AirNet es una aerolínea de carga estadounidense con sede en Franklin County (Ohio), cerca de Columbus. Está especializada en el envío de documentos y pequeños paquetes. Los bancos fueron en el pasado su mayor cliente, efectuando el transporte de cheques en más de 300 de los mayores bancos del país. Con la aprobación del Acta 21 de los cheques, y el incremento en el uso de la banca electrónica, este servicio se ha reducido drásticamente. AirNet está ahora centrada en la entrega rápida de documentos críticos y paquetes, como aquellos del campo de la ciencia y la medicina. La principal instalación de envíos está ubicada en el aeropuerto internacional Rickenbacker en Columbus. En septiembre de 2008, AirNet anunció que trasladaría su instalación de envíos a Chicago, reduciendo el número de aeronaves y rediseñando su red de rutas. Su sede central permanece en Columbus.

## Historia
Financial Air Express / PDQ fue fundada en 1974 por Gerald Mercer en Pontiac. Jet Courier fue fundada prácticamente a la vez por Donald Wright en Cincinnati. Jet Courier cambió su nombre por el de Wright International Express en enero de 1985.  En julio de 1988, estas dos compañías se fusionaron para convertirse en, con Gerald Mercer al frente. US Check adquirió Air Continental de Norwalk un año más tarde para convertirse en principal promotor de la industria del transporte de cheques cancelados. US Check más tarde se hizo con Midway Aviation de Dallas, Pacific Air Charter de San Diego, Express Convenience Center de Southfield y Data Air Courier de Chicago. 
Con el fin de hacerse con capital adicional y hacer crecer aún más la compañía, US Check se convirtió en pública en 1998 convirtiéndose en AirNet Systems. En 2008, AirNet Systems fue comprada por Bayside Capital, que también posee Flight Express de Orlando.

## Destinos
Destinos de AirNet (diciembre de 2012):
| Ciudad, Estado                      | Aeropuerto                                                | Código de aeropuerto (IATA/ICAO) | Hub |
| ----------------------------------- | --------------------------------------------------------- | -------------------------------- | --- |
| Albuquerque, Nuevo México           | Aeropuerto Internacional de Albuquerque                   | ABQ/KABQ                         |     |
| Atlanta, Georgia                    | Aeropuerto DeKalb-Peachtree                               | PDK/KPDK                         |     |
| Atlanta, Georgia                    | Aeropuerto de Condado de Fulton                           | FTY/KFTY                         |     |
| Baltimore, Maryland                 | Aeropuerto Internacional de Baltimore–Washington          | BWI/KBWI                         |     |
| Bedford, Massachusetts              | Aeródromo Hanscom                                         | BED/KBED                         |     |
| Billings, Montana                   | Aeropuerto Internacional de Billings Logan                | BIL/KBIL                         |     |
| Birmingham, Alabama                 | Aeropuerto Internacional de Birmingham-Shuttlesworth      | BHM/KBHM                         |     |
| Boston, Massachusetts               | Aeropuerto Internacional Logan                            | BOS/KBOS                         |     |
| Boston, Massachusetts               | Aeropuerto Municipal Lawrence                             | LWM/KLWM                         |     |
| Buffalo, Nueva York                 | Aeropuerto Internacional de Buffalo Niagara               | BUF/KBUF                         |     |
| Burbank, California                 | Aeropuerto Bob Hope                                       | BUR/KBUR                         |     |
| Charlotte, Carolina del Norte       | Aeropuerto Internacional de Charlotte/Douglas             | CLT/KCLT                         |     |
| Chicago, Illinois                   | Aeropuerto DuPage                                         | DPA/KDPA                         |     |
| Cincinnati, Ohio                    | Aeropuerto Municipal de Cincinnati Lunken                 | LUK/KLUK                         |     |
| Cleveland, Ohio                     | Aeropuerto de Cleveland Burke Lakefront                   | BKL/KBKL                         |     |
| Columbus, Ohio                      | Aeropuerto Internacional Rickenbacker                     | LCK/KLCK                         | Hub |
| Dallas, Texas                       | Aeropuerto Addison                                        | ADS/KADS                         |     |
| Denver, Colorado                    | Aeropuerto Centennial                                     | APA/KAPA                         |     |
| Des Moines                          | Aeropuerto Internacional de Des Moines                    | DSM/KDSM                         |     |
| Detroit-Yipsilanti, Míchigan        | Aeropuerto Willow Run                                     | YIP/KYIP                         |     |
| Fort Lauderdale, Florida            | Aeropuerto Ejecutivo de Fort Lauderdale                   | FXE/KFXE                         |     |
| Fort Wayne, Indiana                 | Aeropuerto Internacional de Fort Wayne                    | FWA/KFWA                         |     |
| Hartford-Windsor Locks, Connecticut | Aeropuerto Internacional Bradley                          | BDL/KBDL                         |     |
| Helena, Montana                     | Aeropuerto Regional de Helena                             | HLN/KHLN                         |     |
| Houston, Texas                      | Aeropuerto William P. Hobby                               | HOU/KHOU                         |     |
| Jacksonville, Florida               | Aeropuerto Ejecutivo en Craig                             | CRG/KCRG                         |     |
| Jacksonville, Florida               | Aeropuerto Internacional de Jacksonville                  | JAX/KJAX                         |     |
| Kansas City, Misuri                 | Aeropuerto Charles B. Wheeler                             | MKC/KMKC                         |     |
| Memphis, Tennessee                  | Aeropuerto Internacional de Memphis                       | MEM/KMEM                         |     |
| Miami, Florida                      | Aeropuerto de Opa-locka                                   | OPF/KOPF                         |     |
| Milwaukuee, Wisconsin               | Aeropuerto Internacional General Mitchell                 | MKE/KMKE                         |     |
| Nueva Orleans, Luisiana             | Aeropuerto Internacional de Nueva Orleans Louis Armstrong | MSY/KMSY                         |     |
| Omaha, Nebraska                     | Aeródromo Eppley                                          | OMA/KOMA                         |     |
| Orlando, Florida                    | Aeropuerto Ejecutivo de Orlando                           | ORL/KORL                         |     |
| Pensacola, Florida                  | Aeropuerto Internacional de Pensacola                     | PNS/KPNS                         |     |
| Phoenix, Arizona                    | Aeropuerto Internacional de Phoenix Sky Harbor            | PHX/KPHX                         |     |
| Portland, Oregón                    | Aeropuerto Hillsboro                                      | HIO/KHIO                         |     |
| Raleigh, Carolina del Norte         | Aeropuerto Internacional de Raleigh–Durham                | RDU/KRDU                         |     |
| Richmond, Virginia                  | Aeropuerto Internacional de Richmond                      | RIC/KRIC                         |     |
| Rochester, Minnesota                | Aeropuerto Internacional de Rochester                     | RST/KRST                         |     |
| Rome, Nueva York                    | Aeropuerto Internacional Griffiss                         | RME/KRME                         |     |
| Saint Louis, Misuri                 | Aeropuerto de St. Louis                                   | CPS/KCPS                         |     |
| San Diego, California               | Aeropuerto Montgomery Field                               | MYF/KMYF                         |     |
| Seattle, Washington                 | Aeródromo Boeing                                          | BFI/KBFI                         |     |
| South Bend, Indiana                 | Aeropuerto Regional de South Bend                         | SBN/KSBN                         |     |
| Tampa, Florida                      | Aeropuerto Internacional de Tampa                         | TPA/KTPA                         |     |
| Teterboro, Nueva Jersey             | Aeropuerto de Teterboro                                   | TEB/KTEB                         |     |
| Washington D. C.                    | Aeropuerto Nacional Ronald Reagan                         | DCA/KDCA                         |     |
| Washington D. C.                    | Aeropuerto Internacional de Washington Dulles             | IAD/KIAD                         |     |

## Flota
La flota de Airnet Express se compone de las siguientes aeronaves (en mayo de 2012):
| Aeronave               | Total | Notas |
| ---------------------- | ----- | ----- |
| Bombardier Learjet 35  | 6     |       |
| Bombardier Learjet 35A | 18    |       |
| Cessna 208             | 16    |       |
| Beechcraft Baron BE-58 | 39    |       |
| Piper PA-31 Navajo     | 16    |       |